# Z dala od zgiełku (film 2015)
Z dala od zgiełku (ang. Far from the Madding Crowd) – brytyjsko-amerykański melodramat z 2015 roku w reżyserii Thomasa Vinterberga. Adaptacja klasycznej powieści Thomasa Hardy'ego z 1874 roku o tym samym tytule.

## Opis fabuły
Po śmierci wuja farmę dziedziczy Bathsheba Everdene (Carey Mulligan) i postanawia nią zarządzać. Bathsheba jest młodą, ambitną, pełną energii kobietą podobającą się mężczyznom. O jej względy walczy trzech niezwykle różniących się wielbicieli, którzy zaciekle ze sobą konkurują. Pierwszym z nich jest Gabriel Oak (Matthias Schoenaerts) hodowca owiec; kolejnym wielbicielem Bathsheby jest atrakcyjny, lecz nierozważny sierżant Francis Troy (Tom Sturridge); trzecim wielbicielem bohaterki filmu jest majętny i rozsądny kawaler William Boldwood (Michael Sheen). Rywalizacja o Bathshebę Everdene prowadzi do nieuniknionego konfliktu, który skutkuje tragedią. Akcja filmu rozgrywa się na prowincji w wiktoriańskiej Anglii.

## Główne role
- Carey Mulligan - Bathsheba Everdene
- Matthias Schoenaerts - Gabriel Oak
- Michael Sheen - William Boldwood
- Tom Sturridge - Sierżant Francis Troy
- Juno Temple - Fanny Robin
- Jessica Barden - Liddy
- Tilly Vosburgh - pani Hurst
- Bradley Hall – Joseph Poorgrass
- Harry Peacock – Jan Coggan

## Produkcja
Okres zdjęciowy do filmu trwał od 16 września do listopada 2013 roku. Zdjęcia kręcono w następujących lokacjach według hrabstw:
- Buckinghamshire (Claydon House);
- Dorset (Eype, Forde Abbey, Mapperton, Sherborne);
- Somerset (Chard)[2][3][4].

Rolę sierżanta Troya pierwotnie proponowano Matthew Goode'owi.

## Premiera i dystrybucja
Film miał swoją premierę na świecie 1 maja 2015 roku, a w Polsce 17 lipca 2015.
Z dala od zgiełku zarobił 30,2 miliona dolarów na całym świecie.